# 連島町矢柄
連島町矢柄（つらじまちょうやがら）は、岡山県倉敷市水島にある大字である。連島の中部を占める。
古刹宝島寺の所在地として知られる。
矢柄は旧亀島村域であったため、亀島エリアとされることもあるが、一時旧連島村に属していた時期もあり、なおかつ現在は矢柄の大部分が連島と同じ小学校区であるなどの理由から連島との関連性も深い。

## 概要
当地は連島町矢柄の1地区からなる。連島山塊の中部に位置し、山の南と北に広がっている。南側が矢柄の中心地区なので北側（北面地区）は事実上の飛び地の状態である。歴史的背景も考慮し、北面は後述の北面の章で記述する。
近世初頭まで赤良村（あからそん）と称し、戦国時代の毛利氏統治を経て、江戸時代になると寛永18年に周辺の連島の村々とともに幕府領となり、松山代官小堀氏の支配下となる。正保3年に、当村の西側にあった枝村の西之浦村が独立村となり、矢柄と東側にあった枝村諸村を阿賀羅村（あがらそん）とした。万治元年に旧赤良村が矢柄村（やがらそん）として再分離した。
寛文元年、南沖を干拓し矢柄丑新田、同4年に矢柄辰新田が開墾される。17世紀後半になると、さらに南沖合が東隣の大江・連島村沖の新田に続いて干拓され、亀島新田が造成された(延宝年間とされる）。
万治元年、成羽藩の所領に移り、明治に至った。『備中村鑑』に267石6斗2升5合の記録が残る。他に宝島寺領が相給として存在した。また、『水夫屋敷御除地口書』では、上記連島の大江とともに裏手御用をつとめる浦組村々とされている。。
明治になると、明治8年6月28日に山の北側の北面新田を分離。同10年5月25日に大江連島村と合併し連島村になるも、同22年6月1日に分村し、亀島新田村と合併して亀島村（かめじまそん）となる。同36年1月1日に新しい連島村（連島町）となった。
地名は、源平水島合戦のときに那須与一が扇の的を射た矢の柄が流れ着いたことに由来するとされ、矢柄（やがら）が転訛してアカラ（赤良）やアガラ（阿賀羅）となり、再び矢柄となったとされる。同地にある宝島寺は、そのときの矢を宝としたことに由来するともいわれる。
宝島寺は近世の名僧・寂厳が長く住職としていた寺院で、仁王門は室町時代の建立とされ、庭園は小堀遠州が造園による。仁王門は室町時代の建造であり、市の重要文化財である。

## 学区
小学校区
北面を除く全域が連島東小学校区。
北面は連島北小学校区。
中学校区
北面を除く全域が連島中学校区。
北面は倉敷第一中小学校区（倉敷地区）。

## 地勢
山岳
- 連島山塊
  - 大平山

河川
- 矢柄川

池
- 新池

## 主要施設
北面地区を除く
教育施設
- 瀬戸内学園

企業事業所
- 大阪酸素工業

神社仏閣
- 宝島寺
- 慈眼院
- 聖運寺
- 稲荷神社
- 八幡神社

ほか
- 矢柄住宅
- 東南ハイツ

## 名所・旧跡
- 宝島寺・仁王門

## 交通
道路
- 岡山県道275号線